# 찰스 넬슨 레일리
찰스 넬슨 레일리(Charles Nelson Reilly, 1931년1월 13일 ~ 2007년 5월 25일)는 미국의  배우, 희극인이다.

## 영화
- 톰과 제리 인 쉬버 미 휘스커스 (2006년)
- 즐거운 생활 방식 (2006년) - 본인 역
- 모든 개들의 크리스마스 캐롤 (1998년)
- 토이랜드 (1997년)
- 더 드류 캐리 쇼 (1995년)
- 긴급 출동 (1994년)
- 센트럴 파크의 요정 (1993년)
- 에디의 환상 여행 (1992년)
- 찰리의 천국여행  (1989년)
- 사각의 링 (1986년)
- 캐논볼 2 (1984년)
- 사랑의 유람선 (1977년)
- 샬롯의 거미줄 (1973년)
- 데이빗 프로스트 쇼 (1969년)
- 타이거 메이크 아웃 (1967년)